# Castelul Erpeldange
Castelul Erpeldange (în franceză Château d'Erpeldange), situat în orașul cu același nume din nord-estul Luxemburgului, găzduiește acum birourile administrative ale comunei Erpeldange, având parterul deschis publicului. Are o istorie care datează din secolul al XIII-lea.

## Istorie
În secolul al XII-lea, se pare că au existat un turn și un fort din lemn pe locul actualului castel. În secolul al XIII-lea, Frederic și Gerard d'Erpeldange, primii domnii din Erpeldange, au construit un castel de piatră fortificat care păzea valea la confluența râurilor Sûre și Alzette. Proprietatea a trecut succesiv în mâinile conților de Vianden și a familiilor Brandenburg-Outscheid și von Moestroff-Kerpen. Prin căsătorie, familia Gondersdorf a moștenit castelul și în 1630 l-a transformat într-o reședință de lux pentru fiica lor. În 1677, a fost moștenit de Charles François, baronul de Failly de Sancy și Marie Marguerite de Giraldin. Pe atunci, nu mai avea nicio valoare militară, întrucât un parc liniștit i-a înlocuit zidurile. Abandonat de familia Prel în secolul al XIX-lea, a fost folosită ca rectorat. În timpul celui de-al doilea război mondial, castelul a fost deteriorat ca urmare a utilizării sale mai întâi de către germani și apoi de către trupele americane. Castelul a intrat în proprietatea mai multor persoane până a fost achiziționat de stat în 1983. Birourile administrative ale comunei se află acolo încă din 1987. Clădirea conține încă două șeminee renascentiste.